# Anul Sfânt
Anul Sfânt, conform tradiției iudeo-creștină, se potrivește cu Anul de Jubileu, adică conform Bibliei, și anume cu porunca din Levitic capitolul 25, acest an evreii au consacrat lui Domnului și nu au lucrat pământul și au trăit din roadele pe care le-a oferit spontan. Și în acest an, toți sclavii au fost eliberați și tot pământul a revenit în posesia proprietarului său inițial.
Tradiția catolică contemporană constă în a sărbători la fiecare 25 de ani anumiți ani de  jubileu, care încep pe 24 decembrie cu deschiderea de papă a Ușii Sfinte a Bazilicii Sfântului Petru, în Roma.